# Rudolf Obermann
Rudolf Obermann (Zurigo, 3 luglio 1812 – Torino, 9 giugno 1869) è stato un educatore e ginnasta svizzero.

## Biografia

### La vita
Nato a Zurigo nel 1812, dopo gli studi di filosofia venne chiamato nel 1833 a Torino dal ministro della guerra del governo principale, per allestire un corso di ginnastica a corpo libero degli artiglieri pontieri.
Il generale Saluzzo, colpito dalla sua efficacia del suo insegnamento lo chiamò poi all'Accademia Militare Sarda per aprire una scuola di ginnastica militare nel Castello del Valentino a Torino. Nel 1844 avviò un corso di ginnastica per ufficiali. Nel 1861, costituitosi il Regno d'Italia, Obermann divenne direttore del primo corso magistrale di ginnastica educativa presso la Società Ginnastica di Torino.
A causa di questi impegni didattici, Obermann si dedicò alla manualistica, pubblicando diversi libri , tra cui l'Atlante degli attrezzi della ginnastica italiana (1865) e le lezioni di ginnastica del corso magistrale (1865).

### Il suo pensiero
Rodolfo Obermann può essere considerato il padre fondatore della ginnastica italiana.La sua proposta di ginnastica militare, originariamente ispirata da Spiess e Muts, è una ginnastica essenziale, basata sulla pratica e non su una solida conoscenza scientifica, che si propone di dare ai soldati un'istruzione ginnica di base, uniforme per tutti i corpi e qualitativamente accettabile, affinché essi sviluppino la forza, acquistino scioltezza e manifestino coraggio.
Dopo la fondazione della Società Ginnastica di Torino, Obermann sviluppò una visione più ampia e panoramica del fenomeno ginnico, dando alla sua proposta una più marcata impronta pedagogica.

### La lezione-tipo di Obermann
La lezione-tipo di Obermann prevede esercizi ordinativi, prove di schieramento e marce; poi una serie di esercizi elementari con la bacchetta o i manubri; seguono esercizi di salita sulle pertiche e sulle funi, ed esercizi con gli attrezzi, che prevedono sia la sospensione sia l'appoggio; alla fine ci sono movimenti collettivi ritmici, con evoluzioni coreografiche e di parata, giochi e gare individuali e squadre.

### Il suo metodo
Obermann rimase troppo vincolato ad un'impostazione militare dell'attività motoria, senza mai riuscire a darle una base scientifica.
Bisogna riconoscere che Obermann seppe anche intravedere la generalizzazione della ginnastica come elemento educativo, aperto ad entrambi i sessi, e a cercare di dare alla pratica motoria un inquadramento sistematico, anche se basato unicamente sull'esperienza.